# 마루야마 히로코
마루야마 히로코(일본어: 丸山 裕子 まるやま ひろこ[*], 1946년 10월 22일 ~ )는 일본의 성우. 도쿄도 출신, 테아도르 에코 소속. 도쿄 도립 오모리 고등학교 졸업. 남편은 성우인 미네 에켄. 음색이 오하라 노리코와 유사함에 있어 도라에몽의 노비 노비타의 대역, 극장판 알프스 소녀 하이디의 피터를 맡은 바가 있다.